# Односи Србије и Азербејџана
Односи Србије и Азербејџана су инострани односи Републике Србије и Републике Азербејџан.

## Билатерални односи
Званични дипломатски односи су успостављени 1997. године.
Азербејџан је био уздржан приликом гласања за пријем Косова у УНЕСКО 2015.

### Политички односи
Билатерални односи између Србије и Азербејџана су традиционално добри и пријатељски. Интензивиран је билатерални дијалог на високом и највишем нивоу. У званичним посетама Азербејџану боравили су председници Томислав Николић, фебруара 2013.г. и Александар Вучић маја 2018. г. Такође у званичној посети Александар Вучић је боравио и као председник Владе, априла 2015.г. Председница Народне скупштине Маја Гојковић посетила је Азербејџан децембра 2014.г. Први потпредседник Владе и министар спољних послова Ивица Дачић је, у својству председавајућег ОЕБС, посетио Баку јуна 2015.г. (посета је имала и билатерални карактер). Декларација о пријатељским односима и стратешком партнерству између Србије и Азербејџана је потписана фебруара 2013.г.
Председник Томислав Николић одликовао је марта 2013.г. председника Азербејџана Илхама Алијева Орденом Републике Србије на ленти, за изузетне заслуге у развијању и учвршћивању мирољубиве сарадње и пријатељских односа између Србије и Азербејџана.
Председник Азербејџана Илхам Алијев је посетио Србију 2011.

### Економски односи:
- у 2021.г. размена роба износила је укупно 56,9 милиона УСД (извоз Србије 54,2 милиона, а увоз 2,64 милиона).
- У 2020.г. робна размена је износила 23,3 милиона УСД (извоз Србије 21 милион, а увоз 2,3 милиона)
- у 2019.г. Трговинска размена вредела је 7,8 милиона УСД (извоз Србије 7,5 милиона, а увоз 356 хиљада)[3][4]

### Дипломатски представници

#### У Београду
- Камил Хасијев, амбасадор, 2021. -
- Елдар Хумбат оглу Хасанов, амбасадор, 2010. - 2020.

#### У Бакуy
- Драган Владисављевић, амбасадор, 2021. -
- Небојша Родић, амбасадор, 2014. - 2018.
- Зоран Вајовић, амбасадор, 2011. - 2014.
- Владимир Ћургус, амбасадор, 2006. - 2011.
- Дарко Танасковић, амбасадор, 1998. - 1999.

### Споменици
Споменик азербејџанском великану Узеиру Хаџибејлију у Новом Саду.
Споменик некадашњем председнику Азербејџана Хејдару Алијеву у парку Ташмајдан у Београду.
Споменик Николи Тесли у Бакуу.